# Пелиней
Пелиней (рум. Pelinei) — село в Кагульском районе Молдавии. Является административным центром коммуны Пелиней, включающей также село Сэтук.

## География
Село расположено на высоте 128 метров над уровнем моря.

## Население
По данным переписи населения 2004 года, в селе Пелиней проживает 2217 человек (1137 мужчин, 1080 женщин).
Этнический состав села:
| Национальность | Число жителей | Процентный состав |
| -------------- | ------------- | ----------------- |
| молдаване      | 2042          | 92.11             |
| румыны         | 109           | 4.92              |
| украинцы       | 29            | 1.31              |
| русские        | 12            | 0.54              |
| болгары        | 12            | 0.54              |
| гагаузы        | 10            | 0.45              |
| прочие         | 3             | 0.14              |
| Всего          | 2217          | 100%              |